# Monts Chelan
Pour les articles homonymes, voir Chelan.
Les monts Chelan, en anglais : Chelan Mountains, sont un massif montagneux des États-Unis situés dans l'État de Washington.
Les monts Chelan sont situés entre le Columbia à l'est, la rivière Entiat au sud et le lac Chelan au nord. Ils font partie des North Cascades dans la chaîne des Cascades. L'extrémité septentrionale des monts Chelan est reliée aux monts Entiat. La plupart du massif est inclus dans la forêt nationale de Wenatchee et sa partie Nord est incluse dans le Glacier Peak Wilderness.
Orientée dans le sens nord-ouest-sud-est, elle mesure 64 kilomètres de longueur pour 13 kilomètres de largeur. Son point culminant, le pic Cardinal, s'élève à une altitude de 2 618 mètres ; cinq autres montagnes dépassent les 2 400 mètres d'altitude et se trouvent toutes dans le Nord du massif.
Les montagnes sont nommées d'après la tribu amérindienne des Chelan et de nombreux lieux ont été nommés par l'explorateur Albert Hale Sylvester (en).

### Référence
- (en) Cet article est partiellement ou en totalité issu de l’article de Wikipédia en anglais intitulé « Chelan Mountains » (voir la liste des auteurs).